# Lingua min dong

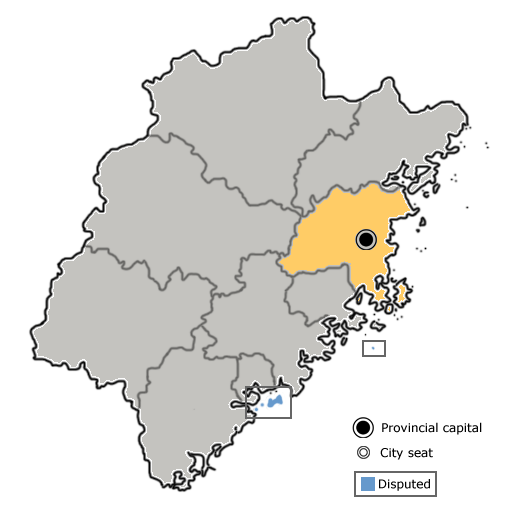
Fuzhou, il centro della lingua min orientale.

La lingua min orientale, o min dong (cinese semplificato: 闽东语; cinese tradizionale: 閩東語; pinyin: Mǐndōngyǔ; Foochow romanizzato: Mìng-dĕ̤ng-ngṳ̄) è la lingua parlata principalmente nella parte orientale della provincia di Fujian in Cina, a vicino a Fuzhou e Ningde. Fuzhou è la capitale e la più grande città della provincia. Il dialetto fuzhou è considerato la forma standard della lingua min orientale.
Al 2022, è parlata da 10,8 milioni di parlanti totali.
Nel 2007, aveva un totale di 9,5 milioni di parlanti. Nel 2019, i parlanti madrelingua (L1) sono 10,3 milioni; dunque, gran parte dei suoi parlanti è madrelingua.
L'abbreviazione ISO 639-3 per il min orientale, usata da Wikipedia, è cdo.
Ci sono tre rami nel min dong (閩東):
1. Dialetto Fuzhou (福州話 福州話)
2. Dialetto Fu'an (福安話 福安話)
3. Dialetto Mango (蠻講 蠻講).